# Helmut Deutsch (Organist)
Helmut Deutsch (* 20. November  1963 in Saarlouis) ist ein deutscher Organist und Professor.
Deutsch studierte an der Hochschule für Musik Saar Kirchenmusik A, Musikerziehung, Klavier und Konzertfach Orgel bei Paul Schneider und Andreas Rothkopf, Klavier bei Walter Blankenheim, ergänzend privat bei Zsigmond Szathmáry in Freiburg und Xavier Darasse in Toulouse. Er ist unter anderem Preisträger des Franz-Liszt-Wettbewerbs Budapest. Nach dem Studium war er zunächst freiberuflicher Konzertorganist und Musiklehrer. Ab dem Sommersemester 2000 bis 2013 war er Professor an der staatlichen Hochschule für Musik Freiburg. Von 2004 bis 2009 war er immer wieder Gastdozent an der Royal Academy of Music in London, Orgelkurse gab er u. a. in Haarlem, Tokyo, Seoul (Yonsei und Ewha University). Zum Wintersemester 2013/2014 folgte er einem Ruf an die Musikhochschule Stuttgart. Seine Konzerttätigkeit führte ihn in viele europäische Länder, nach Russland und nach Asien.

## Diskografie
- François Couperin: Messe pour les Couvents, Louis Marchand: Te Deum – Ensemble Canticum, Ltg. Christoph Erkens; Eglise de l'Abbatiale St Nabor, St Avold (F), Orgel von Yves Koenig. Arte Nova 1998
- Helmut Deutsch spielt Mozart – Eglise Notre Dame-St Vincent Lyon (F), Orgel von Richard Freytag/Jean-Marie Tricoteaux; VDE Gallo, Lausanne, 2003
- Franz Liszt: Sinfonische Dichtungen in Orgeltranskriptionen – Cathédrale St Etienne Auxerre (F), Orgel von Dominique Oberthur. Audite, Detmold, 1999
- Franz Liszt: Organ works – Versöhnungskirche Völklingen/Saar, Orgel von Walcker (1929), restauriert durch Orgelbau Karl Schuke, Berlin. Leico-Records, 1993, Audite, Detmold, 2002, Diapason d’or, Paris 2004
- Grande pièce symphonique – Werke von Charles-Valentin Alkan (Préludes, Prières), Camille Saint-Saëns (op. 99), Franz Liszt / Camille Saint-Saëns („La prédication aux oiseaux“) und César Franck (Grande pièce symphonique op. 17). Eglise St Sébastien Nancy (F), Historische Orgel von Dalstein und Haerpfer (1881); Organum Musikproduktion Klaus Faika, Öhringen, 2012
- Reubke: Der 94. Psalm. Sonate c-Moll - Liszt: Après une lecture de Dante. Fantasia quasi Sonata (Transkription für Orgel von Helmut Deutsch); Gebhardskirche Konstanz, Orgel von Claudius Winterhalter, Organum classics, Klaus Faika, 2015
- Pastorale - Orgel von Johann Andreas Silbermann (1746), Eglise prieurale St. Quirin (Moselle, Frankreich) - Werke von J. S. Bach (Pastorale), Domenico Scarlatti (Sonaten K 87 und 513), Johann Caspar Ferdinand Fischer (Suite in d "Uranie"), Johann Gottfried Walther (Concerto in h del Signor Vivaldi appropriato all'organo), Michel Corrette (Noel provençal, Carillon); Organum classics, Klaus Faika, 2019

## Veröffentlichungen
- Franz Liszt: Les Préludes – Symphonische Dichtung Nr. 3 für großes Orchester nach Alphonse de Lamartine. Transkription für Orgel von Helmut Deutsch. Bärenreiter BA 8248, 1998
- Franz Liszt: Après une lecture de Dante – Fantasia quasi Sonata für Klavier. Transkription für Orgel von Helmut Deutsch. Schott ED 21091, 2011